# Dunbogan
Dunbogan är en ort i Australien. Den ligger i kommunen Port Macquarie-Hastings och delstaten New South Wales, i den sydöstra delen av landet, omkring 290 kilometer nordost om delstatshuvudstaden Sydney. Antalet invånare är 417.
Trakten är glest befolkad. Närmaste större samhälle är North Haven, nära Dunbogan. 
I omgivningarna runt Dunbogan växer i huvudsak städsegrön lövskog. Genomsnittlig årsnederbörd är 1 825 millimeter. Den regnigaste månaden är februari, med i genomsnitt 359 mm nederbörd, och den torraste är oktober, med 41 mm nederbörd.